# Arschak Petrosjan
Arschak Bagrati Petrosjan (armenisch Արշակ Բագրատի Պետրոսյան, in wissenschaftlicher Transliteration Aršak Bagrati Petrosyan; * 16. Dezember 1953 in Jerewan) ist ein sowjetisch-armenischer Schachspieler, der seit den 1990er Jahren vor allem als Trainer arbeitet. Der Weltschachverband FIDE führt ihn unter der englischen Transkription Arshak Petrosian.
Mit dem verstorbenen Schachweltmeister Tigran Petrosjan ist Arschak Petrosjan nicht näher verwandt. 

## Leben
Arschak Petrosjan wurde 1974 und 1976 Meister der Armenischen SSR. 1978 erhielt er den Titel Internationaler Meister, seit 1984 trägt er den Großmeister-Titel der FIDE. Petrosjan ist langjähriger Trainer der armenischen Nationalmannschaft. Bei den Schacholympiaden 1992 (bei der Armenien den dritten Platz erreichte) und 1996 hatte er zusätzlich Einsätze als Ersatzspieler, ebenso bei der Mannschaftsweltmeisterschaft 1993 und der Mannschaftseuropameisterschaft 1999. Bei der Schacholympiade 2006 in Turin war er der Kapitän (das entspricht dem Trainer) der siegreichen armenischen Mannschaft um Lewon Aronjan. Seit 2004 trägt er den Titel FIDE Senior Trainer.
Arschak Petrosjans Tochter Sofia ist seit September 2000 mit Péter Lékó verheiratet, so dass Petrosjan nicht nur Trainer und Sekundant, sondern auch Schwiegervater des ungarischen Spitzenspielers und WM-Finalisten von 2004 ist.
Petrosjan wird bei der FIDE als inaktiv gelistet, da er seit der Saison 2000/01 der NRW-Oberliga keine Elo-gewertete Partie mehr gespielt hat.
In Deutschland spielte Petrosjan in den 1990er Jahren zunächst für den Lübecker Schachverein von 1873, später für die SF Dortmund-Brackel.